# Kasanga (Kalambo)
Kasanga è una circoscrizione rurale (rural ward) della Tanzania situata nel distretto di Kalambo, regione di Rukwa. Conta una popolazione di 18 527 abitanti (censimento 2012).